# دوري كرة القدم الألباني الدرجة الأولى 1993–94
دوري كرة القدم الألباني الدرجة الأولى 1993–94 هو موسم من دوري كرة القدم الألباني الدرجة الأولى ‏. فاز فيه KF Luftëtari ‏.